# Marcos Velásquez (músico)
Marcos Velásquez (Montevideo, 3 de junio de 1939 - Ib., 6 de setiembre de 2010) fue un músico, compositor y poeta uruguayo.

## Biografía

### Primeros años
Vivió hasta los quince años entre los barrios montevideanos de Paso de la Arena y Nuevo París (donde estaba el Camino de las Tropas). En esos años tuvo contacto con los payadores Carlos Molina y Aramís Arellano, los cuales eran amigos cercanos de la familia.
Tuvo su primera guitarra a los trece años, y en 1950 alternaba interpretaciones de canciones antiguas con composiciones nuevas. Las investigaciones del musicólogo Lauro Ayestarán influyeron en su formación, y junto a Julián Falero trabajó en el rescate del canto tradicional y la música en todo el país.

### Carrera profesional
Comenzó su carrera artística profesional en 1964, año en que obtiene el primer premio al mejor intérprete en Concurso Nacional organizado por el canal estatal de televisión. Al respecto de sus comienzos artísticos, Velásquez afirmó:

Me crie en un ambiente de canto y guitarra tradicional. Mi padre era un hombre criollo, chapado a la antigua, poeta amigo de dar serenatas en los balcones. Bohemio, vivía en el mundo de los cultores de nuestro arte popular tradicional sin comprender esta colonización cultural del presente ni mucho menos justificarla. El conoció primero ese mundo cultural nuestro y luego vivió desorientado frente a la generación del presente. A mi me sucedió a la inversa, perteneciente a esta generación me desarrollé con ella en un mundo cultural extraño a nuestra sicología pero no tardé en convertirme en un amante de las cosas tradicionales, de la guitarra, de los viejos cantores y payadores, fuentes que mantienen más o menos fresca la raíz de nuestra nacionalidad; cimientos sobre los que construí una cultura popular del presente acorde con nuestro espíritu nacional.
Marcos Velásquez, 1965.

En 1965 ganó el primer y tercer premio en el Concurso de Poesía que fuera organizado por la Asociación Tradicionalista El Cielito. Ese año ganó también obtuvo el primer premio en el Festival Nacional de Folklore realizado en Salto en la categoría Mejor Canción por su tema "La rastrojera". Por esta época sus poemas comienzan a tener difusión en periódicos y revistas. Philips edita su primer disco y posteriormente continúa editado para Orfeo a la vez que sus presentaciones en televisión y teatros se hacen más frecuentes.
Es contratado en 1969 por los canales 14 y 9 de Santiago de Chile, y también por el canal 4 de Valparaíso, donde reside por dos meses. En esta época recorre el norte de Chile, pasando por Copiapó, Curicó y La Serena entre otros, hasta llegar a la frontera con Perú. En Perú trabaja para el canal 4 de Lima y brinda recitales en las universidades Católica, Agraria y de San Marcos. En ese país también realiza una gira hasta Talara y Piura.

### Exilio
Al año siguiente regresa a Chile, desde 1970 vive en la ciudad de Arica en Chile, donde vive con su compañera Nora Vélez con quien tiene un hijo varón. Permanece en Arica participando en Peñas Folclóricas los fines de semana y componiendo su música. Después del golpe militar de septiembre de 1973, en el mes de octubre, por medio de la Cruz Roja Internacional, consigue viajar a Francia. En 1974 se radica en Francia, haciendo giras por ese y otros países europeos.
En 1977 es contratado por la televisión de Viena (Austria), y brindó recitales en distintas universidades de ese país. Dos años más tarde, obtiene un contrato con el Ministerio de Cultura de Argelia y se presentó en Batna, Argel y Tizi Ouzou. En España brindó una conferencia sobre historia del folklore en la Sala de Actos del Conservatorio Superior de Música de Barcelona, la cual fue presentada por el presidente de Juventudes Musicales de España, Dr. Jordi Roch.

### Regreso a Uruguay
Regresó a Uruguay en 1987 luego del fin de la dictadura, siendo recibido por varias generaciones de músicos, el público y su hermano en un espectáculo en el teatro El Galpón. Desde el comienzo de su carrera artística en el exterior, su posterior exilio en Europa y su regreso a Uruguay habían transcurrido 20 años, lo que puede haber contribuido a que su nombre no fuera tan conocido como el de otros músicos de su generación. No obstante, en el transcurso de esos años, muchas de sus canciones habían logrado una gran aceptación en el público y un fuerte arraigo y permanencia en el cancionero uruguayo.
Actuó como humorista en varios carnavales de Montevideo con su personaje "Tintoreto" el cual había creado en Francia.

## Velásquez y Velázquez
A pesar de que el apellido paterno es Velázquez, Marcos fue inscrito como Velásquez debido a un error en el registro civil. Esta confusión llevó a que su nombre fuera escrito de una u otra forma en publicaciones o en los discos que editó.

## Estilo
Velásquez recorrió durante años el Uruguay, nutriendo su formación artística en la poesía y la música tradicional. En ese sentido, su estilo fue influenciado por las formas tradicionales del folklore como la milonga, la polca y la chamarrita, entre otras. No obstante, las temáticas que abordó en sus canciones se referían generalmente a problemáticas sociales actuales. En ese sentido, Velásquez afirmó:

Mucha gente supone que hacer canciones populares y tradicionales implica estancarse o renegar de todo lo nuevo. El folklore es un fenómeno de carácter funcional y plástico; es decir que no existe porque si, sino porque el pueblo lo mantiene por necesitarlo y además el mismo pueblo lo renueva permanentemente.

## Discografía

### Solista
- EP (Phillips PT 434412. 1966)
- Raíz y copa (1966)
- Chants pour un peuple en lutte (Francia)
- Fables et autres realités (Francia. 1982)
- Cantos de amor y de humor (Gambardella G 628. 1989)
- Nuestro camino / Antología (Ayuí / Tacuabé ae154k. 1996)
- Nuestro camino / Antología (Reedición en Cd. Ayuí / Tacuabé ae154cd. 2006)

### Colectivos
- El Che vive (junto a Daniel Viglietti, Los Olimareños y Alfredo Zitarrosa. 1968)
- Cinco sendas para un rumbo (junto a Julio Mora, Carlos Garbarino, Richard Pérez y Abayubá Caraballo. SW 741. 1991)